# منطقه رور

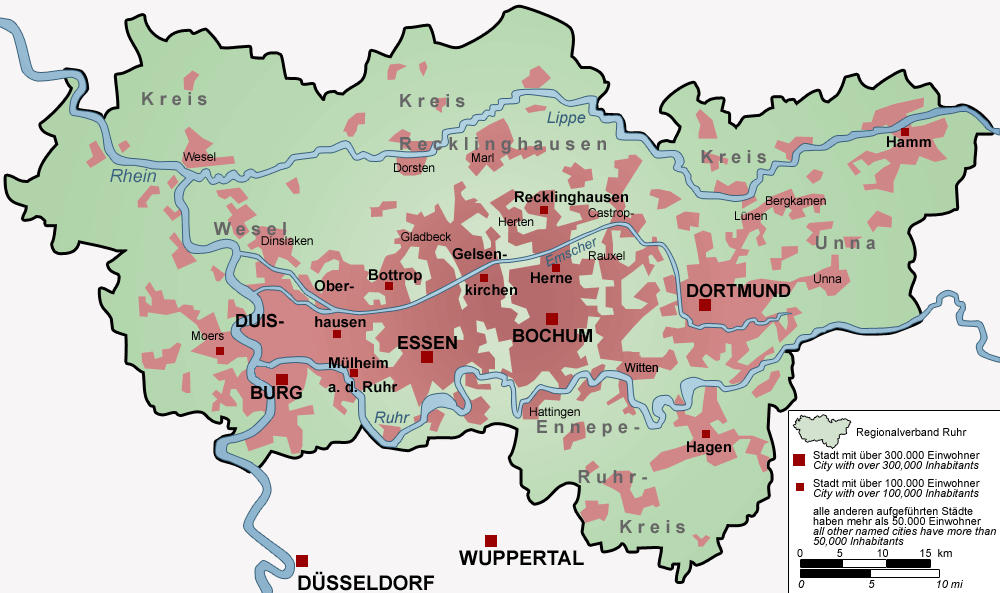
نقشهٔ منطقهٔ رور

منطقهٔ رور (به آلمانی: Ruhrgebiet) ناحیه پیوستهٔ شهری در ایالت نوردراین-وستفالن آلمان است که از چندین شهر بزرگ صنعتی تشکیل شده‌است.
محدودهٔ این ناحیه از جنوب، رودخانهٔ رور، از غرب، رودخانهٔ راین و از سوی شمال رود لیپه است.
منطقهٔ رور با حدود ۵٫۳ میلیون جمعیت بخشی از ناحیهٔ کلانشهری راین-رور به‌شمار می‌آید. ناحیهٔ راین-رور ۱۲ میلیون نفر جمعیت را در بر می‌گیرد.
این منطقه عنوان پایتخت فرهنگی اروپا در سال ۲۰۱۰ میلادی را ازآن خود کرد.